# Justin Smith (calciatore)
Justin Smith (Parigi, 4 febbraio 2003) è un calciatore canadese con cittadinanza francese, centrocampista dello Sporting Gijón in prestito dall'Espanyol.

## Biografia
È nato in Francia da genitori canadesi.

## Carriera

### Club
Smith è cresciuto nei settori giovanili di Paris Saint-Germain e Nizza, dove ha iniziato a giocare con la seconda squadra nel 2021. Il 1º giugno 2022 è passato in prestito al Quevilly-Rouen dove si è alternato fra prima e seconda squadra, mentre nel luglio del 2023 è passato con la stessa formula all'Avranches.
Il 23 luglio 2024 è stato acquistato a titolo definitivo dall'Espanyol, club della prima divisione spagnola.

### Nazionale
Ha giocato con la nazionale giovanile canadese Under-20.

## Statistiche

### Presenze e reti nei club
Statistiche aggiornate al 21 dicembre 2024.
| Stagione        | Squadra          | Campionato      | Campionato | Campionato | Coppe nazionali | Coppe nazionali | Coppe nazionali | Coppe continentali | Coppe continentali | Coppe continentali | Altre coppe | Altre coppe | Altre coppe | Totale | Totale | Totale |
| Stagione        | Squadra          | Comp            | Pres       | Reti       | Comp            | Pres            | Reti            | Comp               | Pres               | Reti               | Comp        | Pres        | Reti        | Pres   | Reti   |        |
| --------------- | ---------------- | --------------- | ---------- | ---------- | --------------- | --------------- | --------------- | ------------------ | ------------------ | ------------------ | ----------- | ----------- | ----------- | ------ | ------ | ------ |
| 2021-2022       | Nizza 2          | N3              | 17         | 0          | -               | -               | -               | -                  | -                  | -                  | -           | -           | -           | 17     | 0      |        |
| 2022-2023       | Quevilly-Rouen 2 | N3              | 14         | 1          | -               | -               | -               | -                  | -                  | -                  | -           | -           | -           | 14     | 1      |        |
| 2022-2023       | Quevilly-Rouen   | L2              | 6          | 0          | CF              | 0               | 0               | -                  | -                  | -                  | -           | -           | -           | 6      | 0      |        |
| 2023-2024       | Avranches        | N               | 30         | 0          | CF              | 0               | 0               | -                  | -                  | -                  | -           | -           | -           | 30     | 0      |        |
| 2024-2025       | Espanyol B       | SF              | 9          | 1          | -               | -               | -               | -                  | -                  | -                  | -           | -           | -           | 9      | 1      |        |
| 2024-2025       | Espanyol         | PD              | 5          | 0          | CR              | 1               | 0               | -                  | -                  | -                  | -           | -           | -           | 6      | 0      |        |
| Totale carriera | Totale carriera  | Totale carriera | 81         | 2          |                 | 1               | 0               |                    | -                  | -                  |             | -           | -           | 82     | 2      |        |